# 水質
水質（すいしつ、英語: water quality）は物理的、化学的、生物的な水の性質を示す指標である。水質は地球上の水循環や、当地での地形・地質条件、および人間活動の影響を受けているが、水質の分析は、水文学における野外調査のうち化学的な手法として挙げられ、水文環境の状況把握の上で必要となる。

## 具体例
水質の具体例として、水に溶解している物質（溶質）の濃度のほか、水温、pH、電気伝導度などが挙げられる。水温（英語: water temperature）は、水に含まれる気体や固体の溶解度のほか、植物や微生物の活動に影響を及ぼすこと、水源や水の流路の把握の手がかりになることから、重要な水質要素となる。pHは、水が酸性かアルカリ性か把握の判別に利用されるとともに、水中の物質の溶存の状態に大きな影響を及ぼす。電気伝導度（英語: electric conductivity）は水中に溶存しているイオン物質の総量の把握に有用である。これは、電気伝導性を持たない純水に対し、水中に溶解している物質が増加すると電気伝導性が高くなることに起因する。この他、湖沼や汚濁河川の水質測定では溶存酸素の測定も求められるほか、透明度、透視度、水の色なども測定対象となりえる。

## 水質の表現

### 濃度
水質を表現する方法は複数ある。体積濃度は水1Lあたりの溶質の重量であり、通常使用される単位はmg/Lである。この他、重量濃度（溶液1kgあたりの溶質の重量、単位g/kg）や当量濃度（単位me/L）を用いることもある。なお、体積濃度Cv[mg/L]と当量濃度Ceq[me/L]には
{\displaystyle C_{eq}={\frac {C_{v}}{b}}}
という関係がある。ただしbは1当量（分子量を価数で割った値）である。

### ダイアグラム
水質の概要の把握、他の水サンプルとの類似点・相違点の比較検討などでダイアグラムが用いられる。

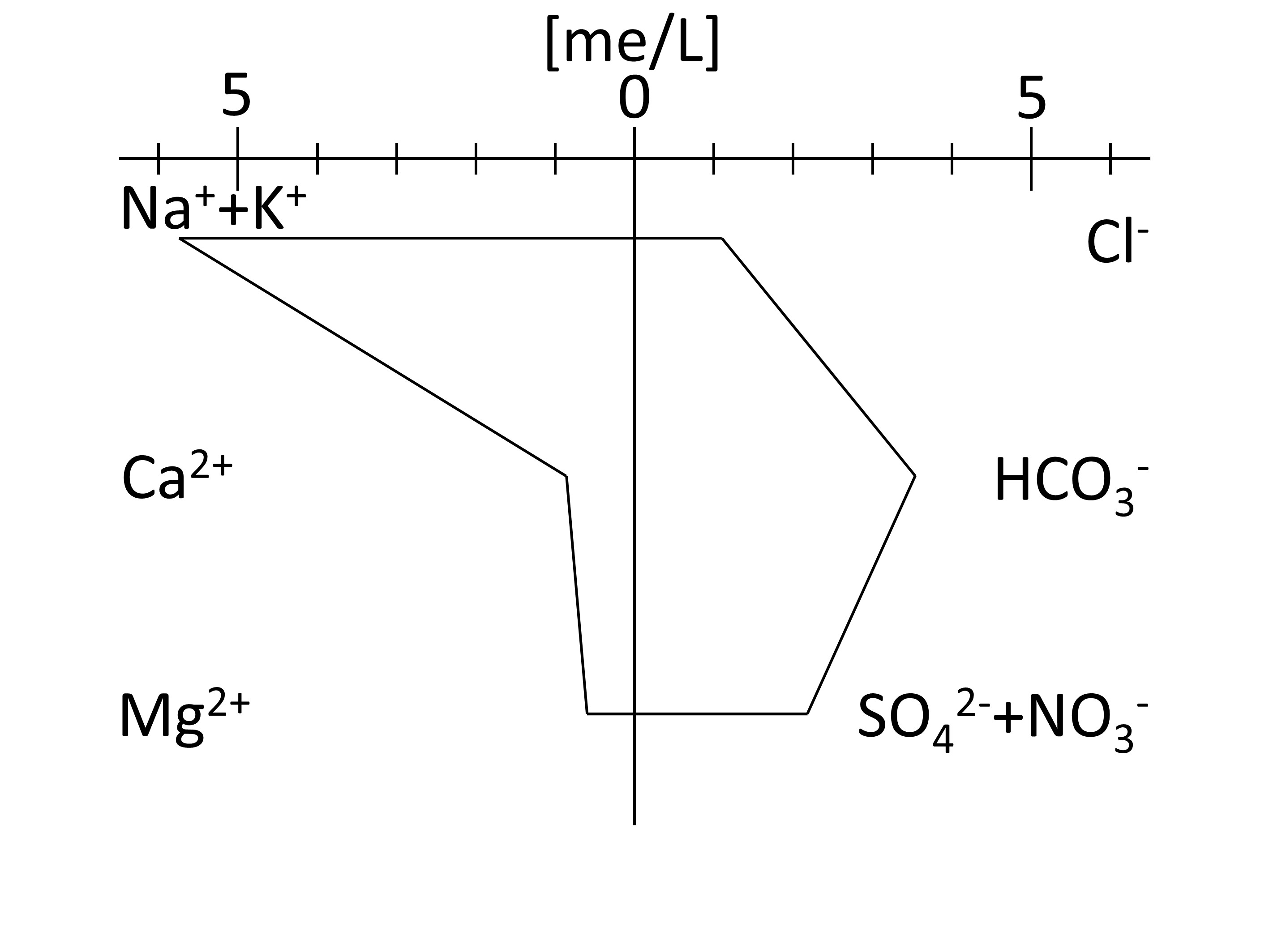
ヘキサダイアグラムの一例

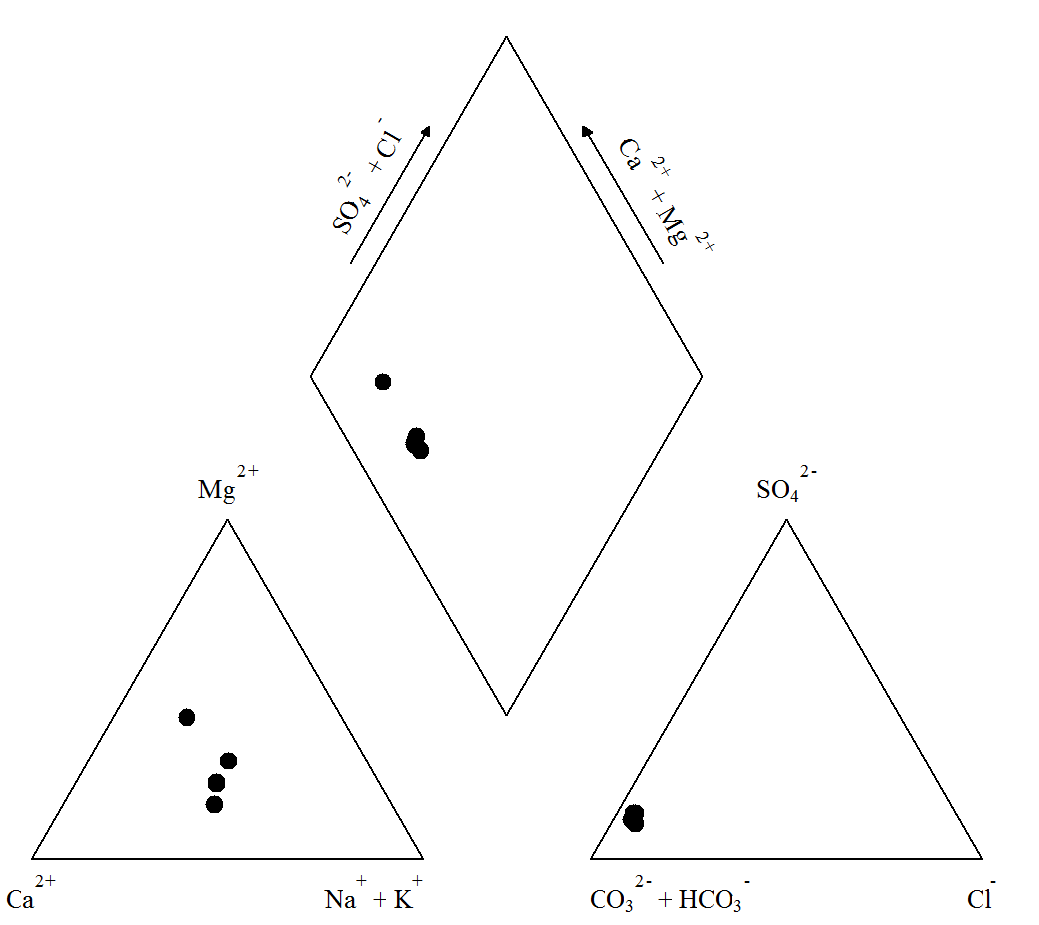
トリリニアダイアグラムの一例

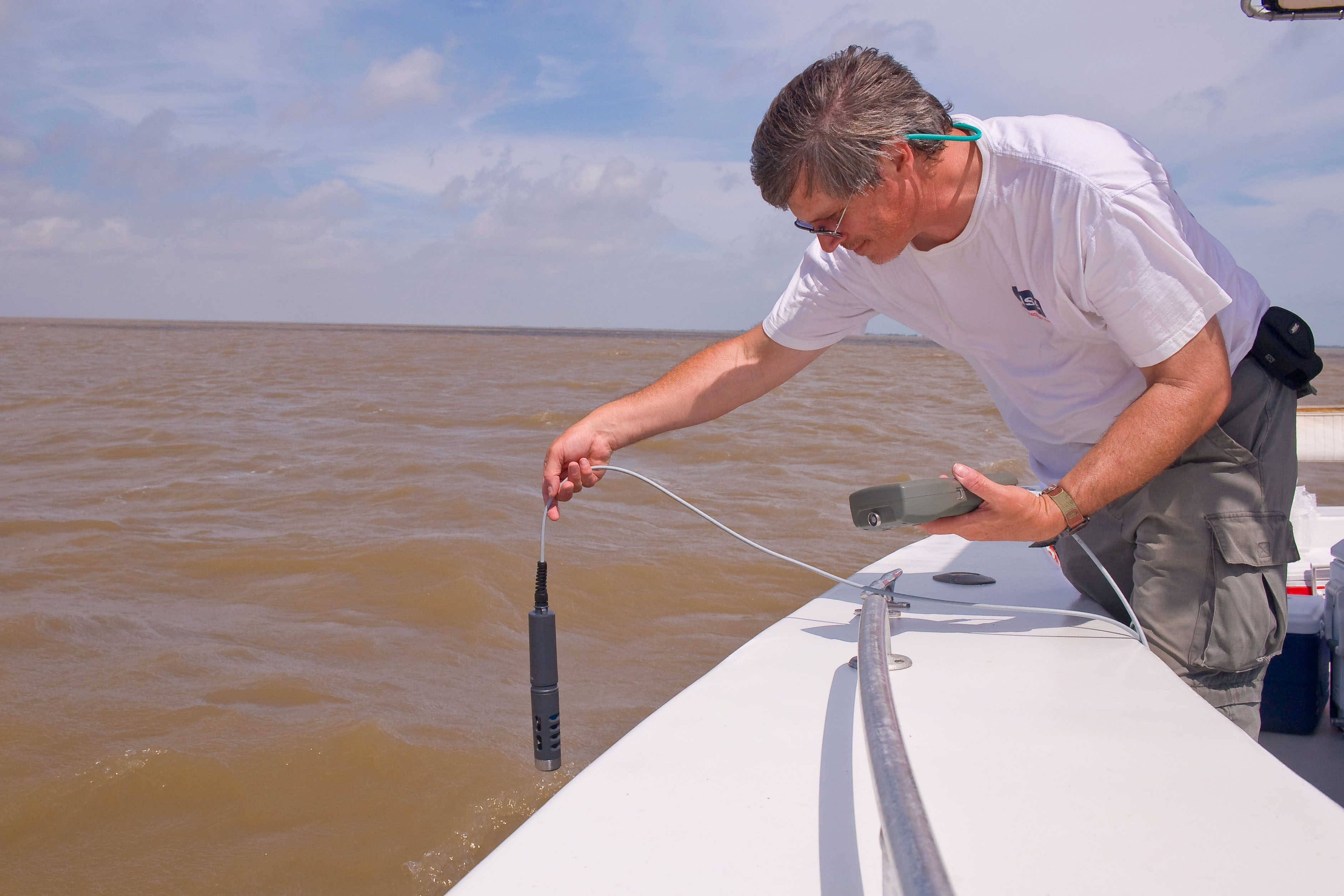
2010年メキシコ湾原油流出事故の影響を把握するための塩分濃度・水温・pHの測定

ヘキサダイアグラム（hexa diagram）あるいはシュティフダイアグラム（stiff diagram）では、縦軸の左側に陽イオン、右側に陰イオンの当量濃度を示す。左側では上から順にNa+ + K+、Ca2+、Mg2+の濃度、右側では上からCl-、HCO3-、SO42- + NO3-の濃度が示される。このときのグラフの形状・大きさで水質を表現し、水質を容易に認識できるようになる。
トリリニアダイアグラム（trilinear diagram）あるいはパイパーダイアグラム（piper diagram）では、菱形をなすキーダイアグラム（key diagram）と三角形の2つの三角ダイアグラム（ternary diagram）のダイアグラムがある。キーダイアグラムでは、陽イオンはNa+ + K+とCa2+ + Mg2+、陰イオンはHCO3-とCl- + SO42- + NO3-の濃度比を示している。三角ダイアグラムではそれぞれ陽イオンと陰イオンの濃度比が示されている。このダイアグラムは水の起源を考えるうえで有用である。

## 水質測定
水質項目のうち、野外調査時に測定するものとして水温、pH、電気伝導度の3つが挙げられる。水温の測定のためにはガラス棒状温度計やサーミスター温度計などが使用される。pHの測定では比色法とpHメーターを利用する方法などが挙げられる。電気伝導度については導電率計が用いられる。測定時に複数の測器を使用する場合は器差に要注意であり、必要に応じて補正も求められる。また、pHと電気伝導度の測定の際は事前に共洗いが求められる。導電率計の使用時は測器により表示単位に相違があるため注意を要する。
後日実験室で分析する詳細な水質項目などでは、現地で試料水の採取（採水）を行う。表面水の採水では、直接採水ビン（ポリビン）に採水することもあるが、橋の上からバケツを吊して採水することもある。湖沼での採水では、市販の採水器も用いられる。地下水は井戸（解放井戸）を利用して採水ができることもあるが、蛇口を通して採水することもある。

### 水道水の水質検査
水道法により水質検査の項目が定められている。

#### 毎日測定するもの
- 色
- 濁度
- 残留塩素

#### 月に1回測定するもの
- 一般細菌
- 大腸菌
- TOC
- Cl-
- pH
- 味
- 臭気

#### 3か月に1回測定するもの
- シアン化物
- ホウ素
- 総トリハロメタン
- ホルムアルデヒド　等多数

pH、色、濁度、電気伝導度は容易に計測が可能だが、多種多様な重金属、化学物質を測定するのには高価な検査装置、莫大なコストがかかり検査回数はどうしても制限されてしまう。
そこで、魚・生物に水を与え無害かどうか確認する方法がとられることがある。いわゆる炭鉱のカナリアと同じ手法である。
具体的に何の物質が入っているかはわからないが、有害な物質が混入されていないか絶えず検査し続けることが出来る。

測定は浄水場だけでなく水道管を経由する内に問題が生じていないか確認するため給水栓でも行われる。